# 이본 로리오

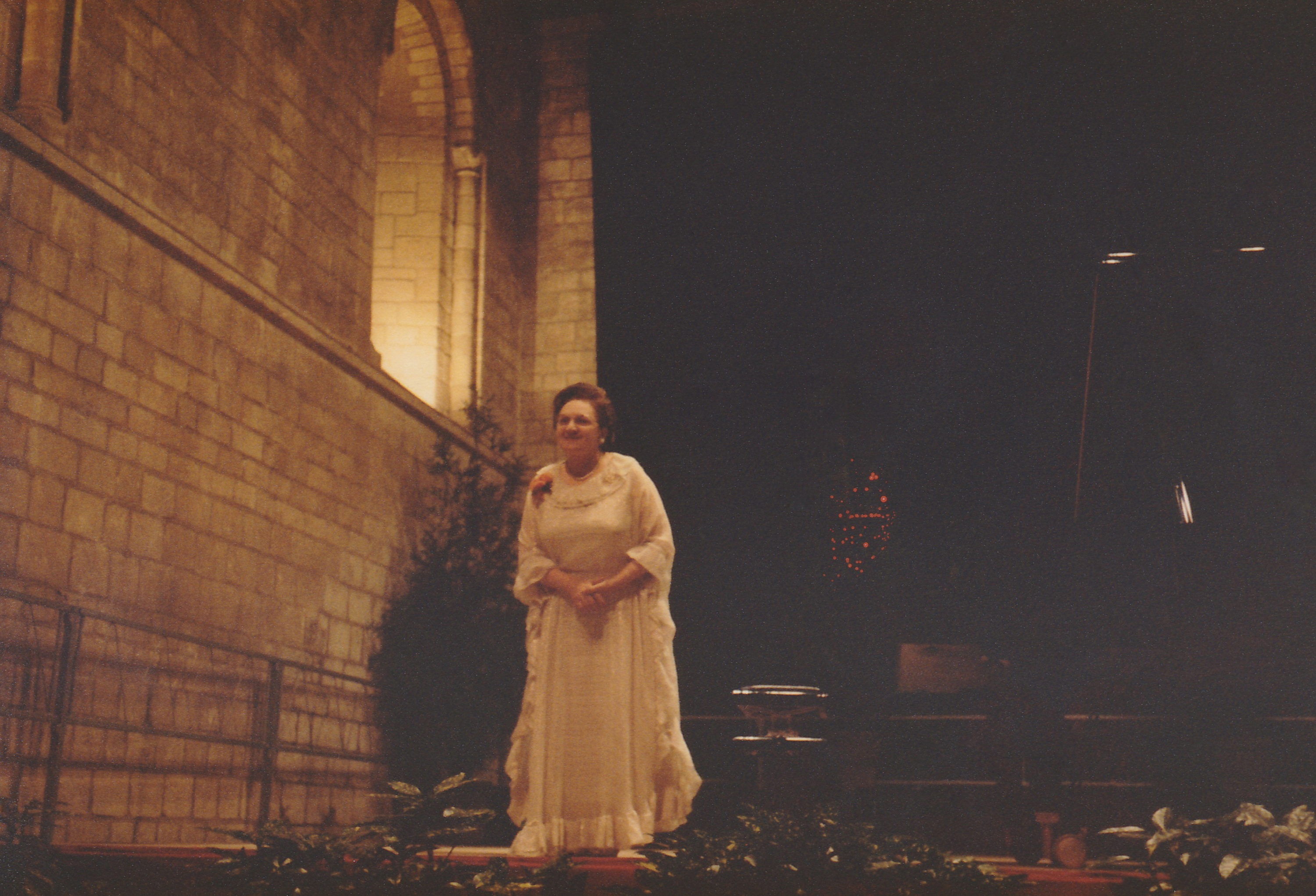

이본 로리오(Yvonne Louise-Georgette Loriod-Messiaen, 1924년 1월 20일 ~ 2010년 5월 17일)는 프랑스의 피아니스트, 교사, 작곡가이자 작곡가 올리비에 메시앙의 두 번째 아내였다. 그녀의 여동생은 옹드 마르트노 연주자 잔 로리오였다.

## 전기
Loriod는 프랑스 이블린주 우일에서 태어났다. 파리 음악원에서 공부했으며 올리비에 메시앙의 가장 열렬한 제자 중 한 명이 되었다. 그녀는 또한 Isidor Philipp, Lazare Lévy, Marcel Ciampi와 함께 공부했다. 그녀는 계속해서 전국적으로 유명한 녹음 아티스트이자 콘서트 피아니스트가 되었고 1940년대부터 피아노를 위한 대부분의 Messiaen 작품을 초연했다. 메시앙은 피아노를 작곡할 때 "가장 큰 괴상함"을 탐닉할 수 있었다고 말했다. 그녀와 그녀의 자매 잔(Jeanne)은 종종 Turangalîla-Symphonie에서 독주자로 연주했다.
Loriod는 1945년에 버르토크의 피아노 협주곡 2번을 프랑스 초연했다.
1961년, 이본 로리오는 메시앙의 첫 번째 아내인 Claire Delbos 가 사망한 후 올리비에 메시앙과 결혼했다. 이본 로리오는 일반적으로 메시앙의 피아노 작품에 대한 가장 중요한 해석자로 간주된다. 만년에 로리오와 메시앙은 피에르-로랑 에마르의 멘토로 활동했다.